# Alfred Jules Ayer
Pour les articles homonymes, voir Ayer (homonymie).
Sir Alfred Jules Ayer usuellement appelé A. J. Ayer (St John's Wood, Londres 29 octobre 1910 - 27 juin 1989) est un philosophe, logicien et éthicien britannique.
Il est l'auteur du livre Langage, vérité et logique (en), paru en 1936, et a enseigné à l'Université de Londres et a l'Université d'Oxford.

## Biographie
Ayer est né dans le quartier St. John's Wood de Londres au sein d'une famille aisée, et a suivi ses premières années d'école à l'Ascham St Vincent's School de Eastbourne à 80 km au sud de Londres, puis à la célèbre école d'Eton pour ses études secondaires. C'est à Eton qu'Ayer se fit remarquer pour son audace caractéristique et sa précocité. Pour ses examens terminaux à Eton, Ayer arriva second de sa promotion, et premier en humanités. Dans sa dernière année, en tant que membre du conseil des élèves senior, il fit campagne sans succès pour l'abolition des punitions corporelles dans l'école. À sa sortie d'Eton, il obtint une bourse d'études en humanités au Christ Church College de l'Université d'Oxford.
Il servit en tant qu'officier dans les Welsh Guards pendant la Seconde Guerre mondiale, travaillant au sein des services secrets britanniques pour le SOE et, comme espion, pour le MI6.
Son caractère était celui d'un extraverti s'adaptant à tous les milieux sociaux, si bien qu'il fut marié quatre fois, notamment à la journaliste Dee Wells et à l'héritière Vanessa Salmon (devenant ainsi le beau-père de la future célébrité Nigella Lawson). Il possédait selon ses propres termes un « appétit pour la vie », qualité qu'il estimait par-dessus tout, et ainsi aimait danser, participer à de nombreuses fêtes, et avait la réputation d'être un coureur de jupons,. Il était aussi un passionné de sport : il avait joué au rugby à Eton, était un joueur de cricket de bon niveau, et un supporteur fidèle de l'équipe de football de Tottenham. Pour un universitaire, Ayer était en son temps une personnalité exceptionnellement douée pour se faire et pour entretenir des relations dans la haute société et l'establishment. Une anecdote révélatrice de son caractère est la suivante :
« 
Ayer — petit, menu, frêle comme un moineau, et âgé alors de 77 ans — amusait un groupe de mannequins lors d'une fête new-yorkaise, au moment où une jeune femme fit irruption dans la pièce en s'écriant qu'une de ses amies était en train d'être agressée dans une chambre à coucher toute proche. L'agresseur et l'agressée se révélèrent être Mike Tyson et Naomi Campbell. « Est-ce que tu sais qui... je suis ? » demanda Tyson incrédule lorsqu'Ayer l'exhorta à ce qu'il cesse, « Je suis le champion du monde des poids lourds — Et moi je suis l'ancien professeur Wykeham de logique » répondit Ayer poliment. « Nous sommes tous deux éminents dans notre domaine. Je vous propose que nous parlions de tout cela comme des hommes rationnels. »
Son œuvre la plus célèbre est Langage, vérité et logique : écrit à l'âge de 24 ans, ce livre eut une grande importance pour faire connaitre les idées du Cercle de Vienne au monde anglophone.
Il fut fait chevalier le 1er janvier 1970.

## Œuvres
- Philosophy in the twentieth century, London, MacMillan, 1940
- Language, Truth, and Logic (1936), London, V. Gollancz, 1947
  - Langage, Vérité et Logique, trad. de Joseph Ohana, Paris, Flammarion, Bibliothèque de philosophie scientifique, 1956
- The foundations of empirical knowledge, London, MacMillan, 1951
- Philosophical essays, London, MacMillan, 1954
- The Problem of knowledge, Harmondsworth (Midx.), Penguin Books, 1956
- Logical positivism, New York, Free Press, 1959
- The Concept of a person and other essays, London-New York, Macmillan-St Martin's Press, 1963
- The Origins of pragmatism : studies in the philosophy of Charles Sanders Peirce and William James, London-Melbourne-Toronto, MacMillan, 1968
- Metaphysics and Common Sense, London, MacMillan, 1969
- Russell and Moore : the analytical heritage, London-Basingstoke, MacMillan, 1971
- Probability and Evidence, London, MacMillan, 1972
- Bertrand Russell as a philosopher, London, Oxford University Press, 1972
- Russell, London, Collins, 1972
- Part of my life, London, Collins, 1977
- Freedom and Morality and other essays, Oxford, Clarendon Press, 1984
- More of my life, London, Collins, 1984
- Wittgenstein, London, Weidenfeld & Nicolson, 1985
  - Wittgenstein, trad. de Robert Davreu, Paris, Seghers, 1986
- The Central questions of philosophy, Harmondsworth (Midx.), Penguin Books, 1986
  - Les Grands Domaines de la philosophie, trad. de Martine Goutallier, Paris, Seghers, 1975
- Hume, London, Oxford University Press, 1986
- Voltaire, London, Weidenfeld & Nicolson, 1986
- Thomas Paine, London, Secker & Warburg, 1988
- The Meaning of life and other essays, London, Weidenfeld & Nicolson, 1990